# 'mbignulata
La'mbignulata è un pane ripieno che si prepara nella Settimana Santa in Calabria, in particolare a Fuscaldo.
Si prepara con classico impasto di pasta di pane, si forma un disco alto circa un centimetro, largo circa 30 cm di diametro, si farcisce con prodotti calabresi, soppressata, salsiccia calabrese stagionata, formaggio primo sale, ricotta, uova sode, prezzemolo, e frisuraglie che sono il residuo di cottura del grasso di maiale.
Si fa un secondo disco di uguale misura e si posa sul ripieno per chiudere bene il tutto.
Con altro impasto si fa un cordoncino che si mette tutto intorno per chiudere bene.
Altri due cordoncini vengono messi sopra a mo' di croce e si infila un rametto di ulivo.
Si inforna, nel classico forno a legna preparato con legna di ulivo che darà un profumo ed un gusto tutto suo a questo delizioso pane ripieno e si serve fredda, affettata.